# Jaguar R5
Jaguar R5 — гоночный автомобиль Формулы-1, разработанный Jaguar и построенный для участия в чемпионате 2004 года.

## История
R5 стало последним шасси в истории Jaguar Racing, со следующего сезона команда была продана австрийскому бизнесмену Дитриху Матешицу и переименована в Red Bull Racing.
В Кубке Конструкторов команда заняла седьмое место с 10 очками.

## Результаты гонок
| Легенда к таблице |                                                                    |
| --- | ------------------------------------------------------------------ |
| В таблице перечислены результаты всех Гран-при Формулы-1, в которых использовался автомобиль. Строками таблицы являются сезоны, столбцами — этапы чемпионата мира. В каждой клетке указаны сокращённое название этапа и результат, дополнительно обозначенный цветом. Расшифровка обозначений и цветов представлена в нижеследующей таблице. |                                                                    |
| \| Пример \| Описание \| \| ------------ \| ------------------------------------------------------------------ \| \| 1 \| Победитель \| \| 2 \| Второе место \| \| 3 \| Третье место \| \| 5 \| Финишировал, заработав очки \| \| Сход \| Не финишировал, но при этом заработал очки \| \| 12 \| Финишировал, не получив очков \| \| НКЛ \| Финишировал, но не попал в финальную классификацию \| \| 15 \| Участвовал вне зачёта, либо по отдельной классификации \| \| 18 \| Не финишировал, но попал в финальную классификацию \| \| Сход \| Не финишировал \| \| НКВ \| Не прошёл квалификацию \| \| НПКВ \| Не прошёл предквалификацию \| \| ДСК \| Дисквалифицирован \| \| ИСК \| Исключён из протокола соревнований \| \| ТТ \| Заявлен для участия только в тренировках \| \| НС \| Участвовал в квалификации, но не стартовал в гонке \| \| Т \| Травмирован или болен \| \| ОТК \| Отказ от участия \| \| НТР \| Прибыл на соревнования, но на трассу не выезжал \| \| НПР \| Был заявлен в числе участников, но не прибыл к началу соревнований \| \| О \| Соревнования отменены \| \| \| Не участвовал \| \| Поул-позиция \| \| \| Быстрый круг \| \| |                                                                    |
| Пример | Описание                                                           |
| 1 | Победитель                                                         |
| 2 | Второе место                                                       |
| 3 | Третье место                                                       |
| 5 | Финишировал, заработав очки                                        |
| Сход | Не финишировал, но при этом заработал очки                         |
| 12 | Финишировал, не получив очков                                      |
| НКЛ | Финишировал, но не попал в финальную классификацию                 |
| 15 | Участвовал вне зачёта, либо по отдельной классификации             |
| 18 | Не финишировал, но попал в финальную классификацию                 |
| Сход | Не финишировал                                                     |
| НКВ | Не прошёл квалификацию                                             |
| НПКВ | Не прошёл предквалификацию                                         |
| ДСК | Дисквалифицирован                                                  |
| ИСК | Исключён из протокола соревнований                                 |
| ТТ | Заявлен для участия только в тренировках                           |
| НС | Участвовал в квалификации, но не стартовал в гонке                 |
| Т | Травмирован или болен                                              |
| ОТК | Отказ от участия                                                   |
| НТР | Прибыл на соревнования, но на трассу не выезжал                    |
| НПР | Был заявлен в числе участников, но не прибыл к началу соревнований |
| О | Соревнования отменены                                              |
| | Не участвовал                                                      |
| Поул-позиция |                                                                    |
| Быстрый круг |                                                                    |

| Год  | Команда       | Двигатель              | Шины | Пилоты | 1        | 2        | 3     | 4      | 5      | 6        | 7     | 8        | 9        | 10    | 11    | 12    | 13     | 14       | 15    | 16     | 17       | 18       | Место | Очки |
| ---- | ------------- | ---------------------- | ---- | ------ | -------- | -------- | ----- | ------ | ------ | -------- | ----- | -------- | -------- | ----- | ----- | ----- | ------ | -------- | ----- | ------ | -------- | -------- | ----- | ---- |
| 2004 | Jaguar Racing | Ford Cosworth CR-6 V10 | M    |        | АВС      | МАЛ      | БАХ   | САН    | ИСП    | МОН      | ЕВР   | КАН      | США      | ФРА   | ВЕЛ   | ГЕР   | ВЕН    | БЕЛ      | ИТА   | КИТ    | ЯПО      | БРА      | 7     | 10   |
| 2004 | Jaguar Racing | Ford Cosworth CR-6 V10 | M    | Уэббер | АВС Сход | МАЛ Сход | БАХ 8 | САН 13 | ИСП 12 | МОН Сход | ЕВР 7 | КАН Сход | США Сход | ФРА 9 | ВЕЛ 8 | ГЕР 6 | ВЕН 10 | БЕЛ Сход | ИТА 9 | КИТ 10 | ЯПО Сход | БРА Сход | 7     | 10   |
| 2004 | Jaguar Racing | Ford Cosworth CR-6 V10 | M    | Клин   | 11       | 10       | 14    | 14     | Сход   | Сход     | 12    | 9        | Сход     | 11    | 14    | 10    | 13     | 6        | 13    | Сход   | 12       | 14       | 7     | 10   |